# Zilahi László
Zilahi László (Nagyvárad, 1922. február 24. – 1997) magyar nemzetiségű román válogatott labdarúgó, fedezet, edző.

## Pályafutása

### A válogatottban
1949 és 1950 között három alkalommal szerepelt a román válogatottban. Kétszeres román B-válogatott volt.

## Sikerei, díjai
- Román bajnokság
  - bajnok: 1948–49
  - 3.: 1951

## Statisztika

### Mérkőzései a román válogatottban
| Románia | Románia            | Románia  | Románia       | Románia  | Románia       | Románia    | Románia | Románia |
| #       | Dátum              | Helyszín | Hazai         | Eredmény | Vendég        | Kiírás     | Gólok   | Esemény |
| ------- | ------------------ | -------- | ------------- | -------- | ------------- | ---------- | ------- | ------- |
| 1.      | 1949. november 29. | Tirana   | Albánia       | 1 – 4    | Románia       | barátságos | -       |         |
| 2.      | 1950. május 14.    | Wrocław  | Lengyelország | 3 – 3    | Románia       | barátságos | -       |         |
| 3.      | 1950. május 21.    | Bukarest | Románia       | 1 – 1    | Csehszlovákia | barátságos | -       |         |
|         | Összesen           |          |               | 3        | mérkőzés      |            | 0       | gól     |